# Acanthoderes thoracica
Acanthoderes thoracica là một loài bọ cánh cứng trong họ Cerambycidae.